# غوين ستيفاني
غوين ستيفاني (بالإنجليزية: Gwen Stefani)‏، هي مغنية بوب وآر أند بي أمريكية من أصل إيطالي، ولدت في 3 أكتوبر 1969 في ولاية كاليفورنيا، كانت أحد أعضاء فرقة «نو داوت» مع أخيها، انفصلت الفنانة عن الفرقة عندما طرحت ألبومها «لوف، أنجل، ميوزك، بيبي» في 2004 حيث طرحت عدة أغنيات منه مثل «هولاباك غيرل» و«ريتش غيرل» و«كول» وكانت هذه الفنانة قد استخدمت فرقة اسمها «هيرجاكو غيرلز» في أغنيتها في الرقص الاستعراضي وسبب ذلك على حد قولها هو أنها شعرت بعد أن انفصلت عن الفرقة بالبعد عن العمل الجماعي لذا كانت هذه الفرقة البديل. طرحت في ديسمبر 2006 ألبومها الثاني «ذا سويت اسكيب» تصدرته أغنية «وايند ات أب» و«ذا سويت اسكيب» التي كانت عبارة عن ديو غنائي مع آيكون كما طرحت أغاني أخرى لم تكن تجارياً بمستوى الأغنيتين الأوليتين مثل: «4 إن ذا مورنينغ» و«إيرلي ونتر» التي قالت الفنانة أنها ستكون آخر أغانيها قبل أن تعود إلى فرقتها التي انفصلت عنها «نو داوت».

## روابط خارجية
- غوين ستيفاني على موقع IMDb (الإنجليزية)
- غوين ستيفاني على موقع ميتاكريتيك (الإنجليزية)
- غوين ستيفاني على موقع الموسوعة البريطانية (الإنجليزية)
- غوين ستيفاني على موقع روتن توميتوز (الإنجليزية)
- غوين ستيفاني على موقع قاعدة بيانات الأفلام العربية
- غوين ستيفاني على موقع ألو سيني (الفرنسية)
- غوين ستيفاني على موقع ميوزك برينز (الإنجليزية)
- غوين ستيفاني على موقع رولينغ ستون (الإنجليزية)
- غوين ستيفاني على موقع تيرنر كلاسيك موفيز (الإنجليزية)
- غوين ستيفاني على موقع أول موفي (الإنجليزية)